# Галактион, Гала
Гала Галактион (рум. Gala Galaction; настоящее имя и фамилия Григоре Пишкулеску, 16 апреля 1879, дер. Дидешти, ныне жудец Телеорман в регионе Валахия, Румыния — 8 марта 1961, Бухарест, Румыния) — священник румынской православной церкви, теолог и писатель, эссеист, журналист, общественный деятель. Академик Румынской АН (1947). Депутат Великого Национального собрания Румынской Народной Республики (1948—1952).
Первый переводчик Библии на современный румынский язык.

## Биография
Родился в семье богатого крестьянина-арендатора, внук священника. В 1890—1898 обучался на богословском факультете коллегии Св. Савы в Бухаресте. Затем изучал философию в Бухарестском университете, получил учёную степень по теологии в Черновицком университете. Как ученик Константина Доброджану-Геря, испытал влияние марксизма.
В 1922 принял сан священника, а в 1926 стал профессором богословия и изучения Нового Завета училища богословия при Кишиневском университете. Был его деканом в 1928—1930 гг.
В 1936 обвинялся в связях с Коминтерном.
После освобождения Румынии от фашистов в 1944 г. выступал в защиту мира, демократии и социализма. Вопреки духу времени, был пропагандистом терпимости по отношению к еврейскому меньшинству в Румынии.
Избирался в 1947 вице-президентом Союза писателей Румынии, почетным членом Академии в 1948, а также был избран депутатом парламента Румынии (1946—1948). Дружил с румынским драматургом Лучией Деметриус.
Лауреат нескольких премий Румынской Народной Республики, награждён Орденом Труда I степени (1954).

## Творчество
Ещё в детстве приобщился к румынскому фольклору.
В студенческие годы начал проявлять интерес к литературе, некоторое время находился под влиянием идей Жозефа Пеладана, французского поэта-оккультиста.
Дебютировал в 1900 с повестью «Мельница Калифара», зловещей историей на тему демонических искушений. Однако растущий интерес к православию привел его к отказу от литературы на следующие десять лет.
Последующие ранние повести на исторические и фольклорные сюжеты теперь проникнуты христианской моралью («У реки Водиславы», 1910, «Церквушка в Рэзоаре», 1914, «Колокола монастыря Нямцу», 1916). В 1914 опубликовал сборник рассказов «La Vulturi!», ставший одним из его самых известных литературных произведений, награждённый в 1915 премией Румынской академии.
Изучив труды К. Доброджану-Геря, стал сторонником левых взглядов, Гала Галактион, приветствовал Октябрьскую революцию в России (книга «Новый мир», 1919).
В романах «Роксана» (1931), «Доктор Тайфун» (1933) критиковал буржуазное общество, сочетая критику с проповедью христианского аскетизма.
Автор нескольких научных исследований, статей и комментариев к Новому Завету, осуществил знаменитый перевод на румынский «Венецианского купца» Шекспира.